# Diclinanona tessmannii
Diclinanona tessmannii är en kirimojaväxtart som beskrevs av Friedrich Ludwig Diels. Diclinanona tessmannii ingår i släktet Diclinanona och familjen kirimojaväxter. Inga underarter finns listade i Catalogue of Life.